# Heiratsbuch
Das Heiratsbuch war das bis zum 31. Dezember 2008 geführte Personenstandsbuch eines Standesamtes in Deutschland, das zur Beurkundung der Eheschließungen diente.  
Das Heiratsbuch war die gebundene Sammlung der Heiratseinträge und Grundlage für die Ausstellung von Heiratsurkunden durch den Standesbeamten. In das Heiratsbuch wurden eingetragen:
1. die Vor- und Familiennamen der Eheschließenden, ihr Beruf und Wohnort, Ort und Tag ihrer Geburt sowie im Fall ihres Einverständnisses ihre rechtliche Zugehörigkeit oder ihre Nichtzugehörigkeit zu einer Kirche, Religionsgesellschaft oder Weltanschauungsgemeinschaft
2. Vor- und Familiennamen der Zeugen, ihr Alter, Beruf und Wohnort
3. die Erklärung der Eheschließenden
4. der Ausspruch des Standesbeamten.[1]

Wie auch bei den Geburten- und Sterbebüchern wurden gleichzeitig mit der Beurkundung der Heirat durch den Standesbeamten beglaubigte Abschriften der Heiratseinträge angefertigt und zum „Zweitbuch“ gebunden. Das Zweitbuch wurde beim Landratsamt bzw. der Kreisverwaltung gesammelt. Wesentliche nachträgliche Eintragungen im Erstbuch mussten ebenfalls im Zweitbuch gewahrt werden.
Aufgrund des Personenstandsrechtsreformgesetzes wurden die Heiratsbücher seit dem 1. Januar 2009 durch Eheregister ersetzt. Grundsätzlich sind diese in elektronischer Form zu führen (§ 3 Abs. 2 Personenstandsgesetz). Während einer Übergangszeit vom 1. Januar 2009 bis zum 31. Dezember 2013 war weiterhin eine Führung in Papierform möglich.